# Tully (Somme)
Tully település Franciaországban, Somme megyében. Lakosainak száma 544 fő (2022. január 1.). Tully Yzengremer, Allenay, Béthencourt-sur-Mer, Bourseville és Friville-Escarbotin községekkel határos.

## Népesség
A település népessége az elmúlt években az alábbi módon változott:
| Lakosok száma | 583  | 570  | 568  | 548  | 541  | 538  | 540  | 540  | 544  |
|               | 2013 | 2015 | 2016 | 2017 | 2018 | 2019 | 2020 | 2021 | 2022 |